# The Fairmont Hamilton Princess
El The Fairmont Hamilton Princess es uno de los hoteles más grandes y más famosos de Hamilton, en las islas Bermudas. También pasó a ser el hotel más antiguo de la cadena Fairmont. Uno de los más grandes de las Bermudas que tiene más de 400 habitaciones. Es uno de los dos hoteles Fairmont en la isla, el segundo es el Fairmont Southampton, que se abrió originalmente como el Southampton Princess. 
El 'Princess Hotel' abrió sus puertas el 1 de enero de 1885. Desde entonces, ha tenido una serie de operadores que han cambiado su nombre.